# Parco del Capricho
Il parco di El Capricho è un parco spagnolo situato nel quartiere di Alameda de Osuna (distretto di Barajas) a nord-est della città di Madrid. È stato costruito dalla Duchessa di Osuna tra il 1787 e il 1839 ed ha una superficie di 14 ettari.
È considerato uno dei parchi più belli della città. Dal suo interno risaltano la piazza El Capricho, il palazzo, lo stagno, la piazza degli Imperatori e la fontana dei delfini e delle rane.
Si attribuiscono stili poliedrici del periodo in cui è stato costruito, come quelli inglese, francese e italiano, che riflettono le influenze artistiche dei progettisti del parco.
Costituisce l'unico giardino del Romanticismo esistente a Madrid. I segni di questo sono il labirinto di cespugli, i ruscelli che lo attraversano e gli stagni, dove si possono trovare cigni e anatre. Anche gli edifici come il palazzo, la piccola cappella e la sala da ballo sono notevoli.
Il parco è raggiungibile con la metropolitana: la stazione El Capricho della linea numero 5 (colore verde) si trova vicino all'ingresso.
L'orario di apertura aggiornato all'anno 2020 è dalle ore 9 alle 18:30 (nel periodo da ottobre a marzo) e dalle ore 9 alle 21 (nel periodo da aprile a settembre); in quanto ai giorni di apertura, esso è aperto soltanto nel fine settimana (sabato e domenica) e nei giorni festivi.

## Storia del parco
María Josefa Pimentel, Duchessa di Osuna (1752-1834), sposata con il nono Duca di Osuna, Pedro Téllez-Girón, è stata una delle prime donne della nobiltà del tempo e mecenate di artisti.
Nel 1783 acquistò un terreno alla periferia di Madrid, per costruire una proprietà ricreativa. Un anno dopo, l'architetto di corte Paolo Boutelou, presentò un progetto iniziale per il giardino. La costruzione iniziò nel 1787 e terminò infine 52 anni dopo, nel 1839. La morte della duchessa avvenne prima del completamento del sito.
Il disegno dei giardini fu incaricato all'architetto Jean-Baptiste Mulot, proveniente dalla corte francese.
La Duchessa ordinò di costruire stagni, che collegavano il canale principale che attraversa il parco con la sala da ballo, dove si svolgevano i festeggiamenti che organizzava. Quest'ultima fu eretta su di una piccola sorgente, che forniva di acqua il resto del parco. Qui si può osservare la figura di un cinghiale che rimane sotto un arco e che si affaccia sul torrente.
Fece inoltre piantare migliaia di fiori di lillà, il suo fiore preferito, in tutti i prati.
Nell'invasione francese del 1808, il sito passò di proprietà al generale francese Augustin Belliard, che sembra abbia usato le strutture per le sue truppe. Più tardi, dopo il ritiro dell'esercito francese, il luogo ritornò alla duchessa, che fece una riforma. Gli arbusti si ripopolarono, e si costruì il casinò di ballo (un palazzetto del 1815), ad opera di Martín López Aguado. Le colonne ed i rilievi sono considerati rappresentativi delle quattro stagioni: primavera, estate, autunno ed inverno.
Nel 1834, dopo la morte della duchessa di Osuna, la proprietà dei locali fu ereditata da suo nipote, Pedro Alcantara, che incaricò a Lopez Aguado di fare nuove costruzioni, come un'area esedra dedicata a sua nonna nella Piazza degli imperatori, che come le altre aree, è circondata da una vegetazione lussureggiante.
Dopo la morte di Pedro Alcántara nel 1844, il parco fu donato a suo fratello, il quale lo trascurò enormemente, in effetti andò all'asta 38 anni più tardi.
Durante la Repubblica di Spagna è stato dichiarato giardino storico, ma senza molte conseguenze. Durante la guerra civile, si costruirono nel giardino diversi rifugi sotterranei, nei quali si rifugiava lo Stato Maggiore Generale dell'Esercito Centrale, inviato dal generale Miaja, posizione Jaca. Intorno al palazzo rimangono resti degli sfiati dei rifugi.
È nel 1943 che fu dichiarato ufficialmente giardino artistico.
Dopo decenni di relativo abbandono, nel 1974 fu infine acquistato dal Comune di Madrid e nel 1985 è stato dichiarato bene di interesse culturale. Un anno dopo cominciò una riforma che, in certa misura, continua ancora oggi. Il sito è in fase di studio per intraprendere riforme e restauri che consentano di visitare e contemplare più zone di questo posto bello e interessante.